# Deuxième concile de Germigny
Pour les articles homonymes, voir Concile de Germigny.
Le deuxième concile de Germigny est un concile qui se tient au haut Moyen Âge, au milieu du IXe siècle, à Germigny-des-Prés dans l'ancienne province de l'Orléanais (actuel département du Loiret).
Un premier concile s'est tenu à Germigny en 842.

## Description
Convoqué durant le haut Moyen Âge, en 843, sous le règne de Charles II le Chauve, dans l’oratoire carolingien de Germigny-des-Prés, le concile accorde un privilège à l’abbaye de Corbion.